# Idrissa Gueye
Idrissa Gana Gueye (Dakar, 1989. szeptember 26. –) szenegáli labdarúgó, középpályás. A Premier League-ben szereplő Everton játékosa, és szenegáli válogatott.

## Pályafutása
Gueye Dakarban született, pályafutását a hazájában szereplő Diambars csapatában kezdte. 2008-ban igazolt a francia Lillehez. A 2010–11-es szezon előtt került fel a felnőtt csapathoz, amellyel első évében bajnoki címet nyert.
2015. július 10-én aláírt az angol Aston Villához, amelynek színeiben augusztus 8-án, a Bournemouth ellen mutatkozott be. 2016. január 19-én szerezte egyetlen gólját a klub színeiben a Wycombe Wanderers ellen az FA-kupa harmadik fordulójában. A szezon során 35 bajnokin kapott lehetőséget.
Miután az Aston Villa kiesett a Premier League-ből, Gueye négyéves szerződést írt alá az érte 7,1 millió eurót fizető Evertonnal. 2017. február 25-én szerezte első gólját új csapatában a Goodison Parkban a Sunderland ellen. A 2016-os naptári év során a statisztikák szerint az öt európai top liga közül ő mutatta be a legtöbb szerelést, labdaszerzést. 2017. augusztus 17-én az Európa-liga sorozatban is betalált a horvát Hajduk Split ellen. 2018 februárjában szerződését meghosszabbította 2022 nyaráig.

### Paris Saint-Germain
2019 nyarán a francia bajnok Paris Saint-Germain szerződtette 32 millió euróért cserébe. A szenegáli futballista 2023 nyaráig írt alá.
Augusztus 18-án a 2019/20-as idény második fordulójában nevezték a csapatba a Stade Rennais ellen. A következő héten debütált a Toulouse elleni 4–0-s bajnoki 3. fordulójában.
Szeptember 18-án mutatkozott be nemzetközi porondon a csapat színében, gólpasszal a Bajnokok Ligájában a Real Madrid elleni 3–0-s hazai összecsapáson.
Az első gólját október 5-én szerezte az Angers SCO ellen, a 4–0-s találkozó utolsó előtti gólját jegyezte.
2020 januárjában mindkét hazai kupasorozatban bemutatkozott, előbb a Coupe De France-ben (francia kupa) az ESA Linas-Montlhéry ellen a harmadik körben, majd három nap múlva a Coupe De La Ligue-ben (francia szuperkupa) az AS Saint-Étienne ellen a negyeddöntőben.
A júliusi francia kupa döntőben az AS Saint-Étienne felett 1–0-s győzelmet arattak, majd a következő héten az Olympique Lyon elleni francia szuperkupa döntőjét is megnyerték. Gueye mind a két meccsen pályára lépett.

### Everton
2022. szeptember 1-jén három év után visszatért a liverpooli csapathoz, a klubbal  kétéves szerződést írt alá.
Két nappal később mutatkozott be másodszor a csapatban, csereként a Liverpool FC elleni gólnélküli városi derbin.

### A válogatottban
2011-ben mutatkozott be a szenegáli válogatottban, részt vett a 2012-es olimpián, a 2015-ös és a 2017-es afrikai nemzetek kupáján.

## Sikerei, díjai

### Klub
- Lille
  - Francia bajnok: 2010–11[2]
  - Francia kupa: 2010–11

- Paris Saint-Germain
  - Francia bajnok: 2019–20,[23] 2021–22
  - Francia ligakupa: 2019–20
  - Francia kupa: 2019–20, 2020–21

### Válogatott
- Szenegál
  - Afrikai nemzetek kupája: 2021

### Egyéni
- Az év Everton játékosa: 2018–19 (megosztva Lucas Digne-vel)[24], 2024–25
- Az év Afrikai nemzetek kupája csapata: 2019
- Az év CAF csapata: 2019[25]

## Statisztika

### Klubokban
2022. szeptember 06-én frissítve.
| Klub                | Szezon           | Bajnokság        | Bajnokság | Bajnokság | Kupa  | Kupa  | Ligakupa | Ligakupa | Nemzetközi | Nemzetközi | Egyéb | Egyéb | Összesen | Összesen |
| Klub                | Szezon           | Liga             | Mérk.     | Gólok     | Mérk. | Gólok | Mérk.    | Gólok    | Mérk.      | Gólok      | Mérk. | Gólok | Mérk.    | Gólok    |
| ------------------- | ---------------- | ---------------- | --------- | --------- | ----- | ----- | -------- | -------- | ---------- | ---------- | ----- | ----- | -------- | -------- |
| Lille B             | 2008/09          | CFA              | 24        | 1         | —     | —     | —        | —        | —          | —          | —     | —     | 24       | 1        |
| Lille B             | 2009/10          | CFA              | 24        | 1         | —     | —     | —        | —        | —          | —          | —     | —     | 24       | 1        |
| Lille B             | 2010/11          | CFA              | 7         | 0         | —     | —     | —        | —        | —          | —          | —     | —     | 7        | 0        |
| Lille B             | Összesen         | Összesen         | 55        | 2         | —     | —     | —        | —        | —          | —          | —     | —     | 55       | 2        |
| Lille               | 2009/10          | Ligue 1          | 0         | 0         | 1     | 0     | 0        | 0        | 0          | 0          | —     | —     | 1        | 0        |
| Lille               | 2010/11          | Ligue 1          | 11        | 0         | 1     | 0     | 0        | 0        | 6          | 1          | —     | —     | 18       | 1        |
| Lille               | 2011/12          | Ligue 1          | 25        | 0         | 3     | 0     | 2        | 0        | 3          | 0          | 1     | 0     | 34       | 0        |
| Lille               | 2012/13          | Ligue 1          | 29        | 0         | 2     | 0     | 2        | 0        | 5          | 0          | —     | —     | 38       | 0        |
| Lille               | 2013/14          | Ligue 1          | 37        | 1         | 3     | 0     | 1        | 0        | —          | —          | —     | —     | 41       | 1        |
| Lille               | 2014/15          | Ligue 1          | 32        | 4         | 2     | 0     | 0        | 0        | 10         | 0          | —     | —     | 44       | 4        |
| Lille               | Összesen         | Összesen         | 134       | 5         | 12    | 0     | 5        | 0        | 24         | 1          | 1     | 0     | 176      | 6        |
| Aston Villa         | 2015/16          | Premier League   | 35        | 0         | 3     | 1     | 0        | 0        | —          | —          | —     | —     | 38       | 1        |
| Aston Villa         | Összesen         | Összesen         | 35        | 0         | 3     | 1     | 0        | 0        | —          | —          | —     | —     | 38       | 1        |
| Everton             | 2016/17          | Premier League   | 33        | 1         | 0     | 0     | 2        | 0        | —          | —          | —     | —     | 35       | 1        |
| Everton             | 2017/18          | Premier League   | 33        | 2         | 0     | 0     | 0        | 0        | 5          | 1          | —     | —     | 38       | 3        |
| Everton             | 2018/19          | Premier League   | 33        | 0         | 2     | 0     | 0        | 0        | —          | —          | —     | —     | 35       | 0        |
| Everton             | Összesen         | Összesen         | 99        | 3         | 2     | 0     | 2        | 0        | 5          | 1          | —     | —     | 108      | 4        |
| Paris Saint-Germain | 2019/20          | Ligue 1          | 20        | 1         | 5     | 0     | 2        | 0        | 7          | 0          | 0     | 0     | 34       | 1        |
| Paris Saint-Germain | 2020/21          | Ligue 1          | 28        | 2         | 6     | 0     | 0        | 0        | 10         | 0          | 0     | 0     | 44       | 2        |
| Paris Saint-Germain | 2021/22          | Ligue 1          | 26        | 3         | 0     | 0     | 0        | 0        | 7          | 1          | 0     | 0     | 33       | 4        |
| Paris Saint-Germain | Összesen         | Összesen         | 74        | 6         | 11    | 0     | 2        | 0        | 24         | 1          | 0     | 0     | 111      | 7        |
| Everton             | 2022/23          | Premier League   | 1         | 0         | 0     | 0     | 0        | 0        | —          | —          | —     | —     | 1        | 0        |
| Everton             | Összesen         | Összesen         | 1         | 0         | 0     | 0     | 0        | 0        | 0          | 0          | 0     | 0     | 1        | 0        |
| Karrier összesen    | Karrier összesen | Karrier összesen | 398       | 16        | 28    | 1     | 9        | 0        | 53         | 3          | 1     | 0     | 489      | 20       |

### A válogatottban
2019. július 27-én frissítve.
| Nemzet   | Év       | Mérkőzés | Gól |
| -------- | -------- | -------- | --- |
| Szenegál | 2011     | 1        | 0   |
| Szenegál | 2012     | 6        | 0   |
| Szenegál | 2013     | 6        | 0   |
| Szenegál | 2014     | 6        | 0   |
| Szenegál | 2015     | 9        | 0   |
| Szenegál | 2016     | 7        | 0   |
| Szenegál | 2017     | 13       | 1   |
| Szenegál | 2018     | 8        | 1   |
| Szenegál | 2019     | 8        | 2   |
| Összesen | Összesen | 64       | 4   |

### Góljai a válogatottban
| #  | Dátum             | Helyszín                                       | Ellenfél          | Gól | Végeredmény | Kiírás                                    |
| -- | ----------------- | ---------------------------------------------- | ----------------- | --- | ----------- | ----------------------------------------- |
| 1. | 2017. június 10.  | Léopold Sédar Senghor Stadion, Dakar, Szenegál | Egyenlítői-Guinea | 3–0 | 3–0         | 2019-es Afrikai nemzetek kupája selejtező |
| 2. | 2018. október 13. | Léopold Sédar Senghor Stadion, Dakar, Szenegál | Szudán            | 2–0 | 3–0         | 2019-es Afrikai nemzetek kupája selejtező |
| 3. | 2019. június 16.  | Ismailia Stadium, Iszmáilija, Egyiptom         | Nigéria           | 1–0 | 1–0         | Barátságos                                |
| 4. | 2019. július 10.  | 30 June Stadium, Kairó, Egyiptom               | Benin             | 1–0 | 1–0         | 2019-es Afrikai nemzetek kupája           |